# 黄明辉
黄明辉，中南大学教授，主要从事智能制造、塑性加工工艺与装备等方面的研究工作。入选中华人民共和国教育部2009年度"长江学者"特聘教授、中国国家“万人计划”、享受国务院特殊津贴。